# Criterio de Rayleigh
El criterio de Rayleigh es una propuesta de John Rayleigh (1842-1919), que expone que dos líneas espectrales son todavía distinguibles si el máximo de uno coincide con el primer mínimo del otro.
La característica esencial de este criterio es que las franjas son precisamente resolubles cuando la irradiancia combinada de ambas franjas en el centro o punto de silla, de la franja ancha resultante es 8/π^2 veces el máximo de la irradiancia, lo cual quiere, sencillamente, decir que se vería una franja ancha brillante con una región central gris.
- Datos: Q1465862